# Маратон (округ)
Округ Маратон (англ. Marathon County) располагается в штате Висконсин, США. Официально образован в 1807 году. 
По состоянию на 2010 год численность населения составляла 134 063 человека.

## География
По данным Бюро переписи США, общая площадь округа равняется 4081,844 км², из которых 4001,554 км² суша и 80,290 км² (или 2 %) это водоёмы.
Соседние округа:
Кларк (округ, Висконсин)

## Население
По данным переписи населения 2000 года в округе проживает 125 834 жителей в составе 47 702 домашних хозяйств и 33 868 семей. 
Плотность населения составляет 31,00 человек на км². 
На территории округа насчитывается 50 360 жилых строений, при плотности застройки около 13-и строений на км².
Расовый состав населения: белые — 93,84 %, афроамериканцы — 0,28 %, коренные американцы (индейцы) — 0,35 %, азиаты — 4,54 %, гавайцы — 0,02 %, представители других рас — 0,26 %, представители двух или более рас — 0,72 %. Испаноязычные составляли 0,78 % населения независимо от расы.
В составе 34,00 % из общего числа домохозяйств проживают дети в возрасте до 18 лет, 59,90 % домохозяйств представляют собой супружеские пары проживающие вместе, 7,40 % домохозяйств представляют собой одиноких женщин без супруга, 29,00 % домохозяйств не имеют отношения к семьям, 23,60 % домохозяйств состоят из одного человека, 9,50 % домохозяйств состоят из престарелых (65 лет и старше), проживающих в одиночестве. 
Средний размер домашнего хозяйства составляет 2,6 человека, средний размер семьи 3,11 человека.
Возрастной состав округа: 26,80 % моложе 18 лет, 8,20 % от 18 до 24, 29,50 % от 25 до 44, 22,50 % от 45 до 64 и 22,50 % от 65 и старше. Средний возраст жителя округа 36 лет. На каждые 100 женщин приходится 99,50 мужчин. На каждые 100 женщин старше 18 лет приходится 97,40 мужчин.